# Zyklisches Universum
Als zyklisches Modell (auch oszillierendes Modell) werden kosmologische Modelle bezeichnet, gemäß denen das Universum zeitlich unbegrenzt existiert und sich unendlich wiederholende Zyklen durchläuft. Sie stehen in Konkurrenz zum aktuellen Standardmodell der Kosmologie, demgemäß das Universum mitsamt Raum, Zeit und Materie im Rahmen eines Urknalls aus dem Nichts entstanden sei. Motiviert sind sie u. a. durch die Umstrittenheit einiger Annahmen, die für das Urknallmodell getroffen werden müssen, wie bspw. Singularität und Inflation.
Populärwissenschaftlich wird manchmal davon gesprochen, dass laut diesen Modellen Universen aus anderen Universen entstehen. Tatsächlich würde es sich aber immer um dasselbe Universum handeln, das „zyklische Universum“.

## Big Bounce
Gemäß dem Modell des Big Bounce unterliegt das Universum einem unendlichen Zyklus von Kollaps (Big Crunch) und Ausdehnung.

## Konforme zyklische Kosmologie
Gemäß diesem Modell von Roger Penrose weitet sich das Universum stets so lange aus, bis alle Materie zerfallen und zu Licht geworden ist. Diese Umgebung, in der nichts mehr einen Zeit- oder Raumbezug zueinander hat, produziert einen neuen „Urknall“.

## Steinhardt-Turok-Modell
Die Physiker Paul Steinhardt und Neil Turok stellten die These auf, dass unser Universum aus dem Zusammenprall zweier Universen, einer Branenkollision, hervorgegangen sei. Damit erweiterten sie ihr eigenes ekpyrotisches Modell.

## Baum-Frampton-Modell
Gemäß diesem unter anderem von Paul Frampton vorgeschlagenen Modell gibt es kurz vor einem Big Rip eine Umkehr und das Universum entsteht neu.